# Atledo
Atletiek- en Trimvereniging Atledo (A.T.V. Atledo of gewoon Atledo) is een atletiekvereniging, die is opgericht op 30 augustus 1982. Atledo is gevestigd op het sportpark Hertog Jan in Dongen. Atledo is aangesloten bij de Atletiekunie, de Federatie van Dongense Sportverenigingen en de Nederlandse Katholieke Sportfederatie (NKS). Atledo telt ruim 500 leden en is daarmee een van de grootste atletiekverenigingen van Regio 13 (Midden-Brabant) van de Atletiekunie. Atledo is sinds 2000 een geprivatiseerde vereniging. In dat jaar krijgt Atledo ook een zeslaans kunststofbaan, die geopend wordt door Fanny Blankers-Koen. In 2004 wordt de Ton van der Vleuten-kantine geopend door de voorzitter van NOC*NSF, Erica Terpstra. 
Bij Atledo worden de technische atletiek en de loop- en wandelsport beoefend. Naast de recreatieve en wedstrijdsport zijn de sociale functie van het verenigingsleven en het gezondheidsaspect belangrijk.

## Geschiedenis
Op 9 september 1979 startte Coen Pfrommer, op verzoek van Ton Peters en Cees Mutsaers, met zeven leden een soort dependance van A.T.V. Scorpio uit Oosterhout, omdat Dongen toen nog geen atletiekvereniging kende. De trainingsgroep richtte zich vooral op jeugdleden tot ongeveer veertien jaar. Omdat het aantal jeugdleden tot ruim 80 opliep, ondanks training op een drassig veld dat doorsneden werd door een sloot, besloot men in het voorjaar van 1982 een atletiekvereniging in Dongen op te richten. Op 30 augustus 1982 is de oprichting een feit. Het eerste bestuur bestaat uit: Cor van de Pol (voorzitter), Jan de Wee (secretaris), Henk Elfrink (penningmeester) en de overige bestuursleden Aad van de Kaaij (technische commissie), Henk van Gils (activiteitencommissie), Fer van Dun (wedstrijdcommissie) en Kees Verbunt (materiaalbeheer). In 1985 wordt Frans Akkermans voorzitter en hij zal dat ruim twintig jaar blijven.
In 1991 begint Atledo op initiatief van Wim Bakker met het Aspirantenprogramma, bedoeld om nieuwe (trimmende) leden te trekken. Het wordt een groot succes en de motor achter de gestage ledengroei van Atledo. Na een aantal aanpassingen heet de instapgroep tegenwoordig Run for Fun. Op het hoogtepunt (in 2003) heeft de vereniging 950 leden.
Ondanks dat Atledo al snel met de gemeente gaat praten over een kunststofbaan, zal het nog tot 1999 duren voordat Dongen (gemeente) de aanleg van een zeslaans kunststofbaan goedkeurt. Deze wordt in augustus 2000 geopend door atletieklegende Fanny Blankers-Koen. In de tussentijd organiseert Atledo op 22 juni 1996 wel de Nationale Grasbaan Kampioenschappen.
Daarna wordt aan de bouw van een nieuw clubhuis begonnen. In 2004 wordt het geopend door de voorzitter van NOC*NSF, Erica Terpstra.
In 2010 staat Atledo aan de wieg van de Federatie van Dongense Sportverenigingen.
In 2023 was er renovatie van de oude baan, die aan vernieuwing toe was. Hierbij werd de toplaag van de oude atletiekbaan gerecycled en gebruikt als grondstof voor de nieuwe toplaag.

## Afdelingen
Atledo bestaat uit drie afdelingen:
- Technische atletiek: de traditionele baanatletiek, waarbij verschillende onderdelen als sprinten, discuswerpen en hoogspringen op de atletiekbaan worden afgewerkt. De vereniging komt met meerdere teams uit in verschillende klassen van de landelijke competities.
- Loopsport: met alle vormen van hardlopen en wandelen. Wedstrijdgericht, recreatief lopen, sportief wandelen, Nordic walking.
- Aangepast sporten: Atledo heeft een groep sporters met een verstandelijke beperking onder de naam Atletiek op Maat en een groep Ouderen in Beweging (vanaf 55 jaar).

## Evenementen
Atledo organiseert jaarlijkse meerdere evenementen, waarvan de stratenloop Dwars Door Dongen in juni de belangrijkste is. Daarnaast organiseert Atledo in januari de Atledo Indoor (in sporthal de kragt), in februari de Atledo Cross, in april de Atledo Werp3kamp, in mei de Atledo Avondwedstrijd, aan het eind van de zomer trackmeetings, eind september/begin oktober de traditionele clubkampioenschappen en eind december de Urban Kerstrun by Nadine & Atledo.

## Bekende (oud-)leden
- Nadine Broersen (29 april 1990): Nederlands kampioen speerwerpen bij de D-junioren in 2003. Hoogtepunt na Atledo is de wereldtitel op de indoor vijfkamp in (2014).
- Cathelijn Peeters (6 november 1996)
- Bart Candel: na Atledo tweevoudig winnaar van de Israman (2015 en 2016), een triatlon door de Negev in het zuiden van Israël over de klassieke lange afstand.
- Riet Jonkers-Slegers (4 oktober 1943): meervoudig Nederlands, wereld- en Europees kampioen indoor en outdoor Mastersatletiek.
- Kees van de Nieuwenhuizen: Zuid-Nederlands kampioen sprint (1983).
- Stijn van Opstal: meervoudig Nederlands juniorenkampioen op de 80 meter horden (D-junioren, 2004), bij het verspringen (D-junioren, 2005 en C-junioren, 2007, indoor) en 60 meter horden (C-junioren, 2007, indoor).
- Linda Rutten (16 februari 1984): Nederlands kampioene en voormalig Nederlands recordhoudster Twintigkamp.
- Ties Mutsaers (4 mei 2007): 1e plaats 800 meter tijdens Asics NK Indoor U20 & U18 (2025), 2e plaats op de 800 meter tijdens Asics NK U20 & U18 (2024)

## Sportgala Dongen
Gemeente Dongen organiseerde in 2004 voor het eerst het sportgala. In 2019, 15 jaar later stopte de jaarlijkse editie van het sportgala. Tijdens het sportgala werden de beste: sportman, sportvrouw en sportploeg bij de jeugd en de volwassenen gekozen. Sinds 2007 zijn veel sporters en ploegen van Atledo genomineerd en gekozen tot sporter of sportploeg van het jaar. Tussen 2008 en 2015 won elk jaar een Atledojunior de titel sportman junior van het jaar bij de jongens. Phill Pols won voor zijn prestaties in 2014 de eerste Nadine Broersen-prijs voor grootste aanstormend talent. Anne de Jong kreeg diezelfde prijs het jaar erop voor haar prestaties in 2015.
| Jaar | Sportman junior                     | Sportvrouw junior                 | Sportman senior  | Sportvrouw senior                       | Sportploeg junior                 | Sportploeg senior              | Nadine Broersen-Prijs voor aanstormend talent |
| ---- | ----------------------------------- | --------------------------------- | ---------------- | --------------------------------------- | --------------------------------- | ------------------------------ | --------------------------------------------- |
| 2007 | Mark Schellekens                    |                                   |                  |                                         |                                   |                                |                                               |
| 2008 | Mark Schellekens                    |                                   |                  |                                         |                                   |                                |                                               |
| 2009 | Lekan Dalenberg Mark Schellekens    |                                   | Sjef Schellekens |                                         |                                   |                                |                                               |
| 2010 | Lekan Dalenberg                     |                                   |                  |                                         |                                   | Competitieteam vrouwen Masters |                                               |
| 2011 | Lekan Dalenberg Geert van Krevelen  |                                   |                  |                                         | Competitieteam jongens C-junioren |                                |                                               |
| 2012 | Cas Blakenburg                      | Maxime Beverwijk Marjolein Bogers |                  |                                         |                                   |                                |                                               |
| 2013 | Phill Pols Jelle de Roon Glenn Pols | Marjolein Bogers                  |                  |                                         | Competitieteam jongens C-junioren |                                |                                               |
| 2014 | Phill Pols Lekan Dalenberg          |                                   |                  | Riet Jonkers-Slegers Linda Schoenmakers |                                   |                                | Phill Pols                                    |
| 2015 | Phill Pols                          |                                   |                  | Riet Jonkers                            |                                   |                                |                                               |
| 2016 |                                     |                                   |                  |                                         |                                   |                                | Anne de Jong                                  |
| 2017 |                                     |                                   |                  | Sandra Habets                           |                                   |                                |                                               |
| 2018 | Colin Bressers                      |                                   | Martijn Flipsen  |                                         |                                   |                                |                                               |

## Voorzitters Atledo
| Naam              | Begin / Eind van functie |
| ----------------- | ------------------------ |
| Cor van de Pol    | 1982 – 1984              |
| Frans Akkermans   | 1984 – 2005              |
| Hans van Loenhout | 2005 – 2009              |
| Gerdjan Kipping   | 2009 – 2014              |
| André Langeveld   | 2014 – 2018              |
| Marcel Oerlemans  | 2018 - heden             |